# Szańkawa
Szańkawa (biał. Шанькава; ros. Шаньково, Szańkowo) – wieś na Białorusi, w obwodzie witebskim, w rejonie orszańskim, w sielsowiecie Smolany.